# بيزو غالينا
بيزو غالينا (بالإنجليزية: Pizzo Gallina)‏ هو أحد جبال سلسلة جبال الألب ليبونتيني ويقع في كانتون تيسينو/كانتون فاليز في سويسرا. يحتل المرتبة رقم 189 في قائمة جبال سويسرا من حيث الارتفاع، إذ يبلغ ارتفاعه حوالي 3061 متر، بينما يبلغ ارتفاع نتوء الجبل 378 متر.